# Mothocya karobran
Mothocya karobran är en kräftdjursart som beskrevs av Bruce1986. Mothocya karobran ingår i släktet Mothocya och familjen Cymothoidae. Inga underarter finns listade i Catalogue of Life.